# Condado de Buckingham
O Condado de Buckingham é um dos 95 condados do estado americano de Virgínia. A sede do condado e sua maior cidade é Buckingham. O condado possui uma área de 1 504 km² (dos quais 7 km² estão cobertos por água), uma população de 15 623 habitantes, e uma densidade populacional de 10 hab/km² (segundo o censo nacional de 2000). O condado foi fundado em 1761.